# Michael Cox
Michael Cox (Calgary, Alberta, Canadá; 2 de agosto de 1992) es un futbolista canadiense. Juega como delantero y actualmente milita en Orlando City de la MLS.

## Clubes
| Club         | País           | Año           |
| ------------ | -------------- | ------------- |
| FC Edmonton  | Canadá         | 2011-2013     |
| KuPS Kuopio  | Finlandia      | 2014          |
| Atlético CP  | Portugal       | 2014-2015     |
| Orlando City | Estados Unidos | 2016-presente |